# Fun (Pitbull)
Fun è un brano del rapper statunitense Pitbull che vede la partecipazione del cantante Chris Brown, estratto come sesto singolo dal suo album Globalization.

## Classifiche
| Classifica        | Posizione più alta |
| ----------------- | ------------------ |
| Australia         | 59                 |
| Austria           | 44                 |
| Belgio (Fiandre)  | 50                 |
| Belgio (Vallonia) | 3                  |
| Canada            | 24                 |
| Francia           | 57                 |
| Germania          | 36                 |
| Italia            | 94                 |
| Paesi Bassi       | 16                 |
| Spagna            | 78                 |
| Svizzera          | 50                 |
| Regno Unito       | 68                 |
| Stati Uniti       | 40                 |